# 漫画説法
『漫画説法』（まんがせっぽう）は、2010年12月30日（木曜） 24時10分 - 24時40分および2011年4月3日（日曜） 23時00分 - 23時55分にテレビ朝日で放送されたバラエティ番組である。全2回。
あらゆる悩みや問題を漫画の名台詞で解決していくという趣向の番組で、いずれも深夜に放送。第1回はバラエティ特番枠『バラコレ』内で放送された。また、当該回の収録は東京都世田谷区の世田谷観音で行われた。

## 出演者
| 回 | 放送日         | 司会                                                                  | 漫画説法師                                                 | 迷い人                                                                          |
| -- | -------------- | --------------------------------------------------------------------- | ---------------------------------------------------------- | ------------------------------------------------------------------------------- |
| 1  | 2010年12月30日 | 野上慎平（テレビ朝日アナウンサー） 小川彩佳（テレビ朝日アナウンサー） | 矢口真里 ビビる大木 JOY                                    | 大学院生の一般女性 一般男性 HIRO（安田大サーカス） クロちゃん（安田大サーカス） |
| 2  | 2011年4月3日   | 船越英一郎 バカリズム                                                 | 有野晋哉（よゐこ） 優木まおみ ビビる大木 山崎樹範 鈴木砂羽 | アンガールズ 狩野英孝 青島あきな KONAN                                          |

## 企画
漫画説法
第1回から行われていた番組のメイン企画。悩みを持った「迷い人」に対し、数々の名作漫画に精通した「漫画説法師」が、迷い人にぴったりな名作とその名シーン・名台詞を紹介し、悩みを解決する。
第1回では芸能人のほかに一般人も迷い人として参加出演していたが、第2回からは芸能人のみになった。また、第1回では、出演者が紹介した漫画の中から迷い人が最も心に響いた漫画を選ぶというルールだった。
漫画説法 勝手流
第2回で実施。問題を抱える人物や団体に勝手に漫画で説法を行う。
漫画説法 出張編
第2回で実施。ある有名人を訪ねて心に響いた漫画を聞き出す。

## 放送リスト
| 迷い人                       | 漫画                    | 漫画の紹介者            |
| 第1回（2010年12月30日）      | 第1回（2010年12月30日） | 第1回（2010年12月30日） |
| 漫画説法                     | 漫画説法                | 漫画説法                |
| ---------------------------- | ----------------------- | ----------------------- |
| 大学院生の一般女性           | 天使なんかじゃない      | 矢口真里                |
| 大学院生の一般女性           | 同棲時代                | ビビる大木              |
| 大学院生の一般女性           | ドラえもん              | JOY                     |
| 一般男性                     | クローズ                | JOY                     |
| HIRO（安田大サーカス）       | 鋼の錬金術師            | 矢口真里                |
| HIRO（安田大サーカス）       | ドラえもん              | JOY                     |
| HIRO（安田大サーカス）       | ラフ                    | ビビる大木              |
| HIRO（安田大サーカス）       | 同棲時代                | ビビる大木              |
| クロちゃん（安田大サーカス） |                         | ビビる大木              |
| 第2回（2011年4月3日）        |                         |                         |
| 漫画説法                     |                         |                         |
| アンガールズ                 | GIANT KILLING           | 有野晋哉                |
| アンガールズ                 | 課長島耕作              | 優木まおみ              |
| アンガールズ                 | しなの川                | ビビる大木              |
| 狩野英孝                     | おやすみプンプン        | 山崎樹範                |
| 狩野英孝                     | What's Michael?         | 鈴木砂羽                |
| 狩野英孝                     | 螢子                    | ビビる大木              |
| 青島あきな、KONAN            | 働きマン                | 有野晋哉                |
| 青島あきな、KONAN            | 岳                      | 山崎樹範                |
| 漫画説法 勝手流              |                         |                         |
| 日本相撲協会                 | 賭博黙示録カイジ        | 有野晋哉                |
| 日本相撲協会                 | どす恋ジゴロ            | 鈴木砂羽                |
| 漫画説法 出張編              |                         |                         |
| -                            | 名探偵コナン            | 大橋のぞみ              |

## スタッフ
- ナレーター：掛川裕彦
- 構成：大平尚志、岩本哲也、藤原昭彦
- 編成：高橋正輝
- 宣伝：高橋夏子
- AD：井原慶
- AP：山北剛士
- ディレクター：細川大輔、佐藤真吾、三藤豊
- プロデューサー：小田隆一郎、鈴木忠親
- ゼネラルプロデューサー：藤井智久
- 制作著作：テレビ朝日